# Janey Buchan
Janey O'Neil Buchan, née Kent le 30 avril 1926 à Glasgow et morte le 14 janvier 2012 à Brighton, est une personnalité politique du Parti travailliste. Elle est membre du Parlement européen pour la circonscription de Glasgow de 1979 à 1994, lorsqu'elle prend sa retraite à 67 ans.

## Biographie
Elle naît à Glasgow, ville où son père est conducteur de tramway, sa mère est une domestique. Elle quitte l'école à l'âge de 14 ans et travaille comme dactylographe. D'abord membre du Parti communiste, elle le quitte en 1956 après l'invasion de la Hongrie par les troupes soviétiques. Elle adhère plus tard au Parti travailliste. 
Elle fréquente un collège commercial et est conseillère au conseil régional de Strathclyde de 1974 à 1979, année de son élection au Parlement européen en 1979. En tant que députée européenne, elle siège à la commission de la culture du Parlement européen ainsi qu'au Scottish Arts Council et au Scottish Gas Consumers Council. Elle est présidente à vie du Scottish Minorities Group (plus tard Scottish Homosexual Rights Group et ensuite Outright Scotland). 
Sa vie englobe de nombreux domaines. Elle est l'une des premières militantes actives de la lutte contre l'apartheid. Elle aide à organiser le Festival du Peuple en 1949-1952 pendant le festival d'Edimbourg; les événements contribuent à la création de l'Edinburgh Festival Fringe. En tant que conseillère municipale de la ville de Glasgow, elle organise les premières ventes caritatives de cartes de Noël au Royaume-Uni. En tant que membre du comité des arts du conseil, elle joue un rôle déterminant dans le financement des premiers films de Bill Forsyth, qui dirige ensuite  de grands films britanniques et hollywoodiens, dont Local Hero. 
Elle meurt à Brighton dans le Sussex de l'Est le 14 janvier 2012. 

### Famille
En 1946, à l'âge de 19 ans, elle épouse Norman Buchan, un enseignant qui devient plus tard Membre du Parlement du Parti travailliste à partir de 1964 pour West Renfrewshire, puis Paisley South. Elle a eu un fils, Alasdair (journaliste), quatre petits-enfants et un arrière-petit-fils.